# Стрілкове газове родовище
Стрілкове газове родовище — належить до Азовсько-Березанської нафтогазоносної області Південного нафтогазоносногу регіону України.

## Опис
Розташоване в півн. частині Арабатської стрілки і прилеглій частині Азовського моря за 25 км від м. Генічеськ.
Тектонічна диспозиція — на зах. зануренні Азовського Валу Скіфської плити. Стрілкове підняття виявлене в 1953 р. сейсмічними роботами МВХ на Арабатській Стрілці у вигляді антиклінального перегину по відбиваючих горизонтах у відкладах палеогену. У 1963—1965 рр. сейсмічними, гравіметричними і електророзвідувальними роботами вивчена лише західна перикліналь структури, більша частина якої знаходиться в акваторії Азовського моря. Пошукове і розвідувальне буріння велося з 1964 по 1969 рр. поздовж Арабатської стрілки. У 1964 р. в пошуковій свердловині № 3 при вибої 1040 м у майкопських відкладах стався викид газу, для ліквідації якого була пробурена свердловина № 5. При її випробуванні виявлено два продуктивних горизонти — VI i V. З першого (інтервал 527—540 м) приплив газу становив 70,8 тис. м³/добу через діафрагму діаметром 10 мм при буферному тиску 5,55 і пластовому — 5,77 МПа, з другого (інтервал 469,8-475,1 м) — 550 тис. м³/добу при пластовому тиску 4,84 і буферному — 4,68 МПа.
У 1967—1969 і 1974 рр. морською сейсморозвідкою і гравіметрією вивчалася будова східної частини родовища. У 1973—1975 рр. тут з СПБУ «Сиваш» пробурено чотири розвідувальні свердловини. В свердловині № 16 вперше одержано промисловий приплив з продуктивного горизонту IV. Дебіт газу з інтервалу 436—440 м сягав 136 м³/добу на діафрагмі діаметром 17,9 мм при пластовому тиску 4,7 і затрубному — 3,57 МПа. Загалом пробурено на суші 9 і в акваторії 4 пошукові та розвідувальні свердловини. Розвідку родовища завершено 1975 р. Запаси газу підраховувались у 1966, 1976 і 1992 рр.
У геологічному розрізі родовища представлені карбонатно-теригенні утворення крейди, палеогену, нижнього міоцену, незгідно перекриті переважно глинисто-карбонатними породами середнього міоцену—антропогену. Загальна їх потужність понад 2600 м.
У розрізі верхньої крейди на підставі визначень мікрофауни форамініфер встановлені турон-коньякський, сантонський та кампанський яруси. Сеноманський і маастрихтський виділяються загалом за літологічним складом та комплексу ГДС. У свердловині № 7 на північному крилі складки пісковики маастрихту безпосередньо переходять в олігоміктові пісковики палеоцену. Утворення турону-кампану представлені переважно піскувато-алевритистими вапняками і мергелями. Максимальна розкрита потужність відкладів верхньої крейди на Стрілковій площі — 421 м. Потужність палеоценових утворень на західній перикліналі структури змінюється в межах 21-46 м, нижньо-середньоеоценових — 59-69 м, верхньоеоценових — 221—223 м. Майкопські відклади розчленовуються на батісіфоновий горизонт верхнього майкопу, верхньо- і нижньокарлеутський — середнього майкопу, остракодовий і планорбеловий — нижнього майкопу. Вони згідно залягають на верхньоеоценових відкладах, що підтверджується наявністю в їх підошві пачки глин, аналогічній розкритій на Слов'янській площі у свердловині № 634, де знайдено перехідний комплекс форамініфер. Розріз майкопу складений переважно глинами з прошарками алевролітів, пісків і слабозцементованих пісковиків. Загальна потужність майкопських відкладів становить 855—875 м.
Стрілкова структура в палеогенових утвореннях є субширотною брахіантикліналлю. Довжина її по різних горизонтах олігоцену становить від 9 до 13 км, ширина 4-6 км, висота 25-50 м.
Продуктивними є теригенні утворення середнього майкопу з поверхом газоносності понад 110 м. Газоносні три горизонти. Поклади пластові склепінні, пов'язані з трьома пісковиково-алевритовими пачками олігоцену (IV, V i VI). Половина промислових запасів газу родовища зосереджена в колекторах V горизонту, які мають високу пористість та проникність. Колектори теригенні порового і тріщинно-порового типів.
Розробка родовища розпочалась у січні 1976 р. на Арабатській Стрілці трьома розвідувальними свердловинами (№ 5, 10 і 14), а пізніше ще п'ятьма експлуатаційними (№ 71, 72, 74, 75, 76). Свердловини № 78, 80, 81, 82 пробурені в акваторії з льодостійкої платформи в склепінній частині структури, введені в експлуатацію в 1981 р. Видобуток газу на її східній перикліналі здійснюється свердловинами № 83, 84, 85, 86 з 1983 р. Періодично в них обробляють колектори ПАР.
На початковій стадії режим роботи пасток був газовий, пізніше він доповнився водонапірним. З введенням свердловин, пробурених з другої платформи, режим V продуктивного горизонту змінився на газовий, а IV i VI горизонтів — на водонапірний.
Запаси газу початкові видобувні категорій А+В+С1 — 3085 млн м³. Родовище перебуває на стадії стабільно падаючого видобутку з постійним фондом експлуатаційних свердловин. Всього видобуто 1662 млн м³ газу (53,8 % від початкових запасів). Обсяг відбору газу залежить від тиску в газопроводі Стрілка-Джанкой-Сімферополь.

## Зауваги
Господарський суд Київської області у 2017 р. задовольнив позов Генпрокуратури та припинив дію договору про спільну діяльність між ПАТ "ДАТ «Чорноморнафтогаз» та ПрАТ «Пласт», який давав право на користування Стрілковим та Архангельським газовими родовищами. Відповідно до умов договору ПАТ "ДАТ «Чорноморнафтогаз» внесло у спільну діяльність право користування газовими родовищами. У свою чергу ПрАТ «Пласт» зобов'язувався внести 71 млн грн, з яких вніс лише 1 млн грн, при цьому останній незаконно отримував від спільної діяльності прибуток у пропорційно більшому розмірі, ніж ПАТ "ДАТ «Чорноморнафтогаз». Як наслідок державою недоотримано близько 20 млн грн від продажу газу, видобутого під час здійснення спільної діяльності.